# 西南明尼苏达州立大学
明州西南州立大學（英語：Southwest Minnesota State University, SMSU），位於美國明尼蘇達州馬紹爾，是一所公立四年制大學，也是明尼蘇達州立學院與大學系統之一部分。
該校分為兩大學院，藝術文學與科學學院、以及商業教育與專業進修學院，由美國中北部各州校院認可學會認可之大學。

## 外部連結
- 美國明州西南州立大學 （页面存档备份，存于）
- 明州西南州立大學校友會 （页面存档备份，存于）
- 西南明尼蘇達州立競技 （页面存档备份，存于）